# Прапор Павлограда

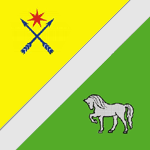
Прапор Павлограда

Затверджений разом з гербом міста рішенням Павлоградської міської ради N° 301-17/V 10 квітня 2007 року. Розроблений «Агенцією сучасної реклами» (Павлоград).

## Правила використання
1. Прапор міста Павлограда — квадратне полотнище, розділене білою діагональною смугою зліва на жовту (від древка) і зелену частини. В жовтій частині зображені дві сині перехрещені стріли вістрями вгору, над якими знаходиться семипроменева червона зірка. В зеленій частині зображений білий кінь.
2. Прапор міста піднімається:
— на будинку, де проходить сесія міської ради, у сесійній залі на весь період сесій;
— на будинках міської ради, міськвиконкому — постійно.
3. Прапор міста може підніматися на будинках органів місцевого самоврядування, виконавчої влади, закладів, організацій, підприємств м. Павлограда в дні державних і місцевих свят, при прийомі офіційних делегацій, на спортивних змаганнях. Зображення прапора м. Павлограда може бути використане при виготовленні друкованої та рекламно-сувенірної продукції.
4. Прапор міста при одночасному піднятті з державним прапором України не повинен перевершувати його за параметрами.

## Опис
Квадратне полотнище. Зліва (з верхнього кута від вільного краю) діагональна біла смуга (завширшки 1/6 сторони прапора), у верхньому жовтому полі дві сині перехрещені стріли вістрями вгору, над ними семипроминева червона зірка, і нижнє — у нижньому зеленому полі білий кінь.(Див. також п. 1 рішення міськради)

## Значення
Прапор, відровідно до п. 12 Методичних рекомендацій… УГТ повторюе без щита кольори, фігури та розділення герба Павлограда.
Стріли із зіркою (надто малі на малюнку герба) нагадують про козацьке минуле із зазначенням в документі про територіальну належність до Самарській паланки. Але про це мав би скоріше нагадувати ïï геральдичний символ кінь. Але коню, що в старому гербі 1811 року (наслідування якому декларувалося при затвердженні сучасного герба), вказував на розвиток кіннозаводськоï справи, в офіційному обгрунтуванні герба надано не історичне, а алегорічне тлумачення: надійність, сила i працелюбність. Білим кінь зображений задля додержання геральдичного правила «метал на емаль».
Біла смуга символізуе річку Вовчу
Зелений та жовтий кольори запозичені з герба 1811 року.

## Джерело
- Геральдика Дніпропетровщини. Офіційні символи територіальних та муніципальних утворень: [Історичні нариси]. — Д.: Арт-Прес, 2012. с.165−192с. iSBN 978-966-348-279-8